# Злоупотреба с власт
Злоупотребата с власт във формата на „злоупотреба със служебно положение“ или „служебно нарушение“ е извършването на незаконно действие по време на служба, което има отражение върху изпълнението на официалните служебни задължения. Злоупотребата с власт обикновено се смята за справедлива причина за отстраняването на служител от длъжност. Също така за злоупотребата с власт може да се счита и използването на властта, придобита от заемането на определен официален пост за трупане на лични дивиденти и облаги.

## Институционална злоупотреба
Институционалната злоупотреба е малтретирането на някого (често деца или възрастни хора) чрез система на властта. Това може да варира от действия, подобни на домашното насилие на децата, като неглижиране, физически и сексуален тормоз до функциите на помощни програми, опериращи при неприемливи работни стандарти или използването на груби и нечестни начини за контрол на поведението.

## Примери

### Джо Арпайо
През февруари, 2010 г. Съдия Джон Леонардо открива, че Арпайо е злоупотребил с властта, дадена му от позицията която заема, предприемайки криминални разследвания срещу членове на надзорния съвет.
През 2008 г. жури започва разследване за злоупотреба с власт от страна на Арпайо, във връзка с разследване на ФБР. На 31 август 2012 г. офисът на главния прокурор на Аризона обявява, че закрива разследването по обвиненията в криминално деяние, без да бъдат повдигнати обвинения.
Арпайо е разследван за политически мотивирани и „фалшиви“ криминални преследвания, които бивш американски прокурор определя като „напълно нпериемливи“. Кметът на Финикс, Фил Гордън, нарича „дългия списък“ със съмнителни обвинения на Арпайо „царство на терора“.

### Фа Женг
Когато Фа Женг е назначен за администратор на Шу в Древен Китай, той използва поста си за лично отмъщение срещу враговете си и извършва множество убийства без видима причина.